# Omar Cisneros
Omar Cisneros (ur. 19 listopada 1989 w Camagüey) – kubański lekkoatleta, sprinter i płotkarz.

## Osiągnięcia
- dwa medale mistrzostwa Ameryki Środkowej i Karaibów (Cali 2008) – złoto w sztafecie 4 x 400 metrów oraz brąz na 400 metrów
- złoto mistrzostwa Ameryki Środkowej i Karaibów (Hawana 2009) – sztafeta 4 x 400 m
- dwa złote medale mistrzostw ibero-amerykańskich (San Fernando 2010) – bieg na 400 m przez płotki i sztafeta 4 x 400 m
- dwa złote medale igrzysk panamerykańskich (Guadalajara 2011) – bieg na 400 m przez płotki i sztafeta 4 x 400 m
- złoty medal igrzysk Ameryki Środkowej i Karaibów (Xalapa 2014) – bieg na 400 m przez płotki

W 2008 reprezentował Kubę podczas igrzysk olimpijskich w Pekinie. Sztafeta 4 x 400 metrów z Cisnerosem w składzie odpadła w eliminacjach, Cisnerowi na ostatniej zmianie zmierzono nieoficjalny czas 44,36 a kubańską sztafetę sklasyfikowano ostatecznie na 10. pozycji.
W 2009 Cisneros odpadł w półfinale biegu na 400 metrów przez płotki podczas mistrzostw świata w Berlinie – sklasyfikowano go na 11. miejscu. Dwa lata później podczas mistrzostw świata w Taegu Kubańczyk ponownie odpadł w półfinale na tym dystansie (21. lokata). W 2013 w Moskwie zajął 4. miejsce w biegu finałowym.

## Rekordy życiowe
- Bieg na 400 metrów – 45,47 (2012)
- Bieg na 400 metrów przez płotki – 47,93 (2013) rekord Kuby